# ビスモール
ビスモール(Bismole)は、仮想上の有機複素環式化合物である。化学式C4H4BiHで五員環を持つ。メタロールの1つであり、窒素がビスマスに置き換わった、ピロールの構造アナログと見ることもできる。Bi-H結合の高いエネルギーのため、非置換型は単離されていないが、置換体は合成されている。

## 反応
例えば、2,5-ビス(トリメチルシリル)-3,4-ジメチル-1-フェニル-1H-ビスモールは、(1Z,3Z)-1,4-ビス(トリメチルシリル)-1,4-ジヨードブタ-2,3-ジメチル-1,3-ジエンとジヨードフェニルビスムチンの反応で形成される。スチボールは、フェロセン様のサンドイッチ化合物を形成するのに用いられる。